# Каверинский район
Каверинский район — территориально-административная единица РСФСР, существовавшая с 1935 по 1958 год.
Каверинский район был образован 21 февраля 1935 года в составе Московской области.
В состав района вошли следующие сельсоветы:
- из Сасовского района: Агломазовский, Болушево-Богдановский, Больше-Студенецкий 1-й, Больше-Студенецкий 2-й, Ернеевский, Колдамышевский, Мало-Студенецкий, Нижне-Мальцевский, Новоберезовский, Пятиневский, Раковский, Сеитовский, Староберезовский, Тархановский, Татарниновский, Усадский, Хрущевский, Цыпляковский, Юринский
- из Чучковского района: Аладьинский, Демидовский, Подсосенский, Просандеевский, Федяевский
- из Шацкого района: Больше-Агишевский, Инно-Слободский, Каверинский, Куплинский, Кучасьевский, Липо-Подъисаковский, Новоромановский, Новосельский, Ржавецкий, Сборновский, Сново-Здоровский, Староромановский, Тимешевский, Тростяновский, Шаморгский, Ямбирнский.

20 марта 1936 года был упразднён Хрущевский с/с.
26 сентября 1937 года Каверинский район был передан в Рязанскую область.
В 14 марта 1958 году Каверинский район был расформирован с передачей территории в состав Шацкого и Сасовского районов.